# Kim Woo-seok
Kim Woo-seok, noto anche con lo pseudonimo di Wooshin (Daejeon, 27 ottobre 1996), è un cantante e attore sudcoreano. Ha debuttato come membro della band sudcoreana Up10tion nel 2015. Nel 2019 è salito di popolarità dopo essersi classificato al secondo posto nello show di competizione musicale Produce X 101, che lo ha reso un membro degli X1. Ha fatto il suo esordio da solista il 25 maggio 2020 con il suo primo EP 1st Desire [Greed].

## Discografia

### EP
- 2020 – 1st Desire [Greed]
- 2021 – 2nd Desire [Tasty]

### Singoli
- 2020 – Red Moon
- 2021 – Sugar

### Collaborazioni
- 2020 – Sorrow (con Ravi e Yeri)
- 2020 – Memories (con Lee Eun-sang)

## Filmografia

### Televisione
| Anno | Titolo                   | Rete | Note  |
| ---- | ------------------------ | ---- | ----- |
| 2022 | Bulgasal: Immortal Souls | tvN  | [ 2 ] |

### Serie web
| Anno | Titolo        | Ruolo        | Rete     | Note |
| ---- | ------------- | ------------ | -------- | ---- |
| 2020 | Twenty-Twenty | Lee Hyun-jin | Naver TV |      |

### Varietà
| Anno | Titolo              | Rete    | Annotazioni                       | Note        |
| ---- | ------------------- | ------- | --------------------------------- | ----------- |
| 2016 | The Show            | SBS MTV | Presentatore insieme a Jeon So-mi | [ 3 ] [ 4 ] |
| 2019 | Produce X 101       | Mnet    | Partecipante                      |             |
| 2019 | X1 Flash            | Mnet    |                                   |             |
| 2020 | King of Mask Singer | MBC     |                                   | [ 5 ] [ 6 ] |

## Riconoscimenti
- Soribada Best K-Music Awards
  - 2020 – Voice Award[7]